# Bara bada bastu
«Bara bada bastu» («[Давайте] просто посидим в сауне») — песня музыкальной и комедийной группы KAJ из шведскоязычного меньшинства Финляндии. Она была выпущена в качестве сингла 21 февраля 2025 года лейблом Warner Music Sweden. Песня была написана тремя участниками группы вместе с Андерсом Вретовым, Кристофером Страндбергом и Робертом Сковронски. После победы на Melodifestivalen 2025 с наибольшим количеством голосов за всю историю конкурса, песня представляла Швецию на конкурсе Евровидение 2025, где заняла четвёртое место.
Песня создана в комедийном эпатажном жанре эпадунк, в котором сочетается фолк, поп, электроника и юмор.
Она прославляет культуру финской сауны, её текст написан на вёроском диалекте финско-шведского языка с несколькими словами на финском. Ожидается, что она станет первой шведскоязычной песней на Евровидении с 2012 года и первой, представляющей Швецию с 1998 года. «Bara bada bastu» получила высокую оценку за свою броскость, а журналисты отметили её отход от «серьёзного» поп-звучания, типичного для шведских участников Евровидения. Песня достигла первого места как в Финляндии, так и в Швеции.

## Предыстория
В рамках подготовки к конкурсу 2025 года продюсер и художественный руководитель Melodifestivalen Карин Гуннарссон связалась с KAJ в 2024 году, чтобы узнать, примут ли они участие в конкурсе, прочитав о комедийной группе в газете Dagens Nyheter; в то время трио только что выпустило альбом, что означало, что для участия в конкурсе им нужно было написать новую песню. «Bara bada bastu» была написана участниками KAJ Кевином Хольмстрёмом, Акселем Оманом и Якобом Норргордом, а также Андерсом Вретовым, Кристофером Страндбергом и Робертом Сковронски. Члены команды авторов работали над песней удалённо и впервые встретились лично на Melodifestivalen. Согласно правилам конкурса, хотя бы один из авторов песни должен быть шведом, поэтому KAJ решили работать с Вретовым, поскольку они были поклонниками «Guld och gröna skogar». Норгорд, исполнитель главной роли, сказал, что группа хотела написать песню, демонстрирующую финскую культуру, и что они были вдохновлены «аурой странности» предыдущих финских участников Евровидения, имея в виду рэпера Käärijä и диджея Windows95man. Страндберг объяснил, что идея песни «Bara bada bastu» — высмеять отношение шведов к финнам и аспектам их культуры.
Текст песни «Bara bada bastu» написан на вёроском диалекте, остроботнийской разновидности финско-шведского языка, а также содержит несколько слов на финском языке, включая ругательство perkele («злой дух»). KAJ отправил «утрированную» версию песни Вретову, чтобы он адаптировал её для шведской аудитории. В песне упоминается 80-летняя финская певица и политическая активистка Арья Саййонмаа, которая написала книгу на норвежском языке «Сауна» о финской традиции посещения сауны и положительно отреагировала на включение в песню. KAJ выразили желание, чтобы Саййонмаа участвовала в их выступлении на финале Melodifestivalen, и в итоге она появилась в заранее записанном сегменте вместе с ведущими конкурса Эдвином Тёрнбломом и Кейо (Кристина Петрушина).
Сковронски и Страндберг рассказали, что ранняя демо-запись «Bara bada bastu» содержала строчку о «сбросе мыла», которая в итоге была вырезана. KAJ обратились к Бо Лунду, чтобы он сыграл на аккордеоне в песне, которая была записана в течение двухчасовой сессии в октябре 2024 года; Лунд ранее был аккордеонистом в песне KAJ «Taco hej».

## Релиз и продвижение
Песня «Bara bada bastu» была выпущена 21 февраля 2025 года на SVT Play и на стриминговых сервисах через Warner Music Sweden. Её релиз в пятницу стал отходом от предыдущих выпусков Melodifestivalen, где песни официально выпускались только после их конкурсного выступления в субботу. В апреле 2025 года KAJ исполнили акустическую версию песни для серии A Little Bit More конкурса Евровидения. И оригинальная версия, и версия для караоке включены в трек-лист грядущего альбома-компиляции KAJ, Sauna Collection (2025).
После победы в Melodifestivalen KAJ начали продавать на своём сайте футболки с названием песни, которые позже были удалены за нарушение правил конкурса. KAJ исполнили «Bara bada bastu» на London Eurovision Party 2025 13 апреля и PrePartyES 2025 19 апреля.

## Отзывы
| Оценки критиков | Оценки критиков |
| Источник        | Оценка          |
| --------------- | --------------- |
| Barometern      | [ 31 ]          |
| Dagens Nyheter  | 5/5             |
| Expressen       | [ 33 ]          |
| KULT Magasin    | 10/10           |
| QX              | [ 35 ]          |
| Yle             | 5/5             |

### Швеция и Финляндия
Песня получила положительные отзывы от шведских изданий. Ян Андерссон из Göteborgs-Posten и Йохан Хаммерби из Hallandsposten отметили запоминающийся и комедийный характер «Bara bada bastu», в отличие от обычных «серьёзных» поп-номеров, которые Швеция обычно отправляет на Евровидение. Ронни Ларссон из журнала QX назвал песню «прекрасной поп-музыкой Евровидения». Оценивая песни в финале Melodifestivalen, Кристиан Густафссон из газеты Barometern сказал, что это не самая лучшая песня, но в ней есть шарм, которого, по его мнению, не хватало другим. Марии Брандер из Expressen понравилось «полное безумие» и запоминающийся характер песни. «Bara bada bastu» также была высоко оценена финскими СМИ. Ева Франц из Yle оценила песню в 5/5, похвалив глупость и очарование KAJ. Илкка Маттила из Helsingin Sanomat похвалил песню за то, что она понравилась людям всех возрастов, особенно детям.

### Великобритания
Во время выступления в программе ITV «Доброе утро, Британия» ведущий Ричард Мэдли назвал участников «Евровидения» «безумными», «глупыми» и «ужасными». Якоб Норгорд в ответ призвал к более сдержанному тону, использовав фразу «полегче сейчас» в попытке смягчить характеристику конкурсантов. Далее Мэдли признал, что шведская песня считалась претендентом на победу в конкурсе Евровидение 2025, назвав её «смехотворно хорошей» и отметив её первое место в чарте Spotify Global Viral.
Когда соведущая Шарлотта Хокинс спросила об опыте участия группы в конкурсе, Кевин Хольмстрём заявил, что они начали своё участие в Melodifestivalen со дна хит-парада, и что то, что их выбрали представлять Швецию, несмотря на их статус аутсайдера, укрепило их решимость стремиться к общей победе. В заключение Мэдли предположил, что интервью может стать историческим, и сравнил ситуацию с «интервью с ABBA перед их победой на „Евровидении“». Хокинс добавил: «Мы были первыми!».
Другие британские СМИ и социальные сети также выразили интерес к тому факту, что группа из Финляндии представляла Швецию.

### Букмекерские коэффициенты
На основании коэффициентов букмекерских ставок Швецию прочили на победу в конкурсе «Евровидение-2025» ещё до выбора конкурсанта. После победы KAJ в Melodifestivalen Швеция осталась фаворитом на победу в «Евровидении», причём её шансы увеличились на несколько процентных пунктов.

## Коммерческий успех
После выхода в свет «Bara bada bastu» дебютировала на первом месте в шведском чарте синглов. В Финляндии песня возглавила национальный чарт синглов на второй неделе. В финале Melodifestivalen песня имела наибольшее количество потоков на Spotify среди всех участников, вдвое превысив количество потоков следующей по количеству потоков песни, «Revolution» Мёнса Зелмерлёва. Однако «Revolution» получила наибольшее количество слушателей на шведском радио, в то время как «Bara bada bastu» заняла восьмое место среди двенадцати песен, вошедших в финал, согласно данным Radiomonitor.
На следующий день после победы KAJ в Melodifestivalen песня достигла вершины глобального чарта Spotify Viral 50 и вошла в число 150 самых просматриваемых песен в тот день. В тот же день песня побила рекорд по количеству стримов шведскоязычной песни за один день на Spotify, набрав 1 390 344 потока.

## Отбор на Евровидение

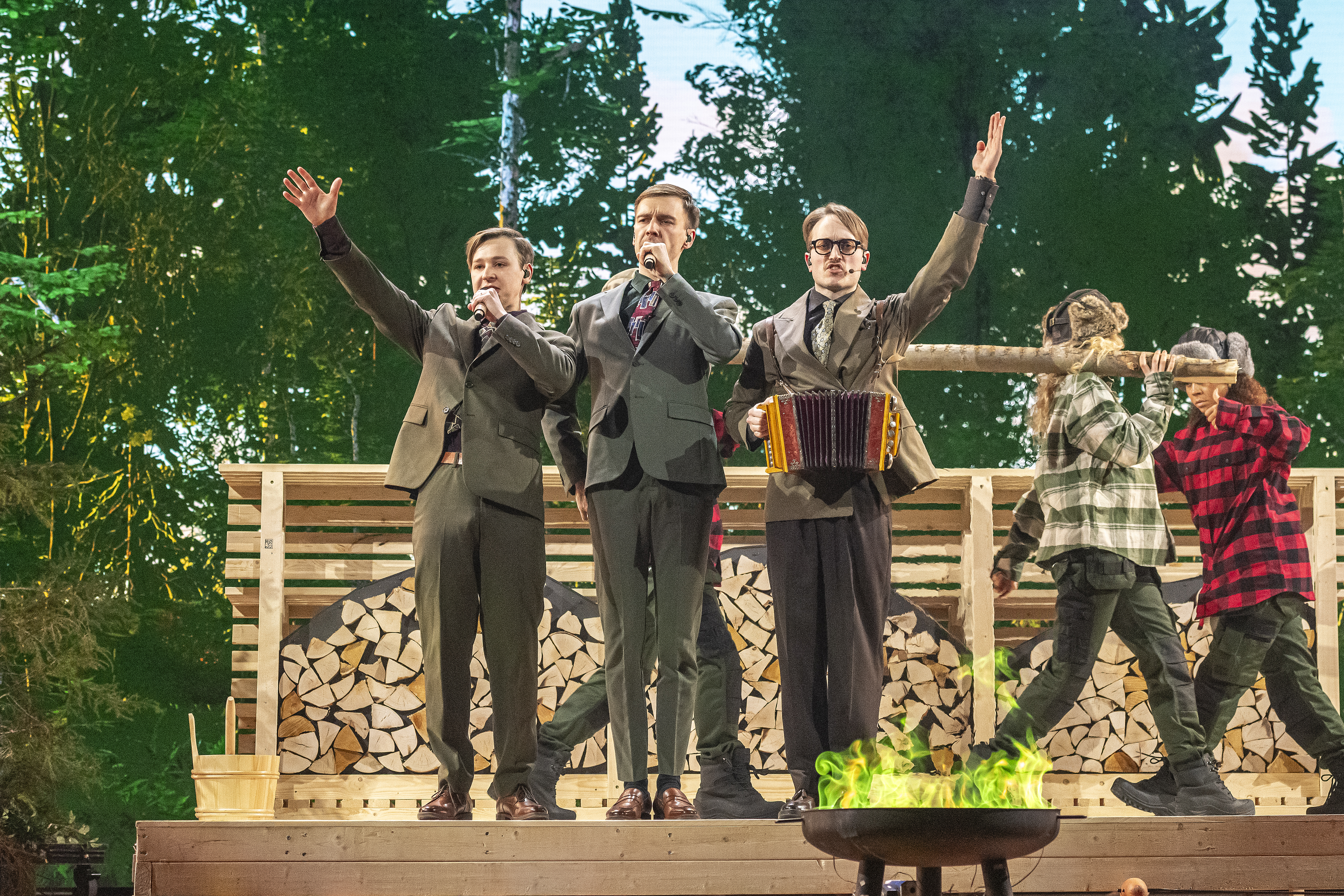
KAJ исполняет «Bara bada bastu» в Мальмё

### Melodifestivalen
Sveriges Television (SVT), шведский вещатель конкурса «Евровидение», организовал Melodifestivalen 2025, конкурс по выбору кандидата от страны на конкурс 2025 года. Всего в конкурсе участвовало 30 участников, а KAJ выступил во время четвёртого отборочного тура в Мальмё 22 февраля 2025 года. KAJ заняли второе место в своём полуфинале и прошли в финал, который состоялся в Стокгольме 8 марта. В финале они заняли второе место у международного жюри и первое место в народном телеголосовании, в итоге выиграв конкурс со 164 баллами. KAJ получили 4 305 774 голоса, больше всех голосов в истории конкурса, превзойдя предыдущий рекорд в 3 783 148 голосов, полученных песней Лорин «Tattoo» с Melodifestivalen 2023.

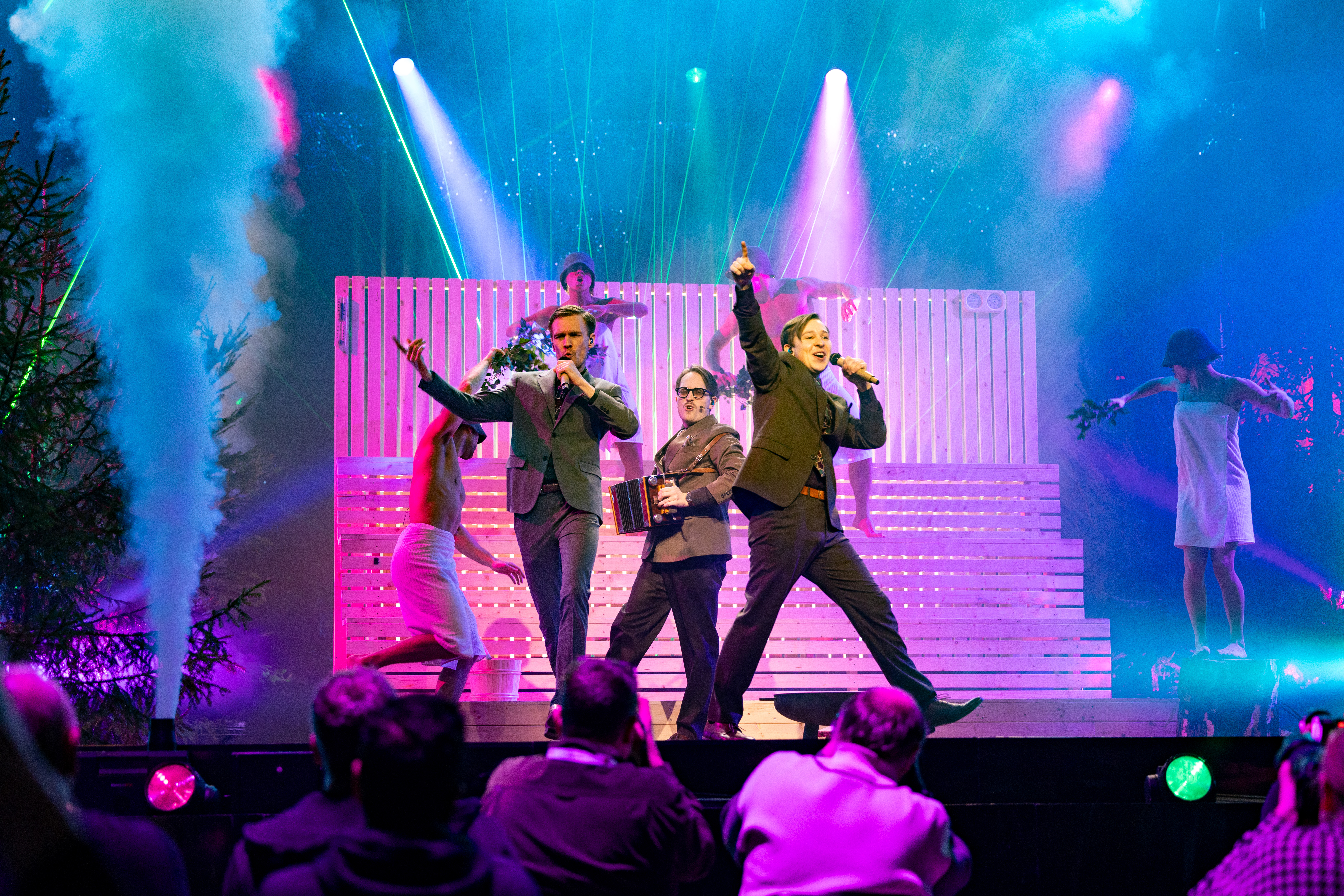
В выступлении KAJ в финале Melodifestivalen в Стокгольме использовались лазеры

Во время выступления на Melodifestivalen участники KAJ были окружены настоящими елями и пели песню перед сараем, который затем превращается в сауну. Кроме того, на сцене жарится настоящяя шведская колбаса фалукорв, а танцоры во фланелевых рубашках рубят дрова, а затем переодеваются в полотенца и танцуют с банными вениками для сауны. Креативным директором номера была Лотта Фуребек, а хореографами — Кейша фон Арнольд, Зайн Одельстол, Дженни Видегрен и Саша Жан-Батист. Строительство декораций обошлось в 166 000 шведских крон. Для финала Melodifestivalen в представление были добавлены лазеры и дымовые машины.

### Евровидение
Конкурс песни «Евровидение-2025» должен состояться на арене St. Jakobshalle в Базеле, Швейцария, с двумя полуфиналами 13 и 15 мая и финалом 17 мая. Швеция была выбрана для участия в первой половине первого полуфинала, и получила шестой номер. «Bara bada bastu» — первый шведскоязычный участник Евровидения с 2012 года, и первый представитель Швеции с 1998 года. KAJ не планируют менять язык песни для участия в конкурсе.
Для «Евровидения» ругательское слово perkele («злой дух»), возможно, придётся заменить или убрать из текста, так как Европейский вещательный союз (EBU) запрещает ненормативную лексику в конкурсных песнях. В интервью финской телекомпании Yle KAJ рассказали, что в качестве альтернативы они рассматривали вариант с фаршем perhana или другой вариант на диалекте Vörå. Однако в интервью Österbottens Tidning в апреле 2025 года группа заявила, что EBU, похоже, не волнует присутствие этого слова в песне. Планируемые изменения для выступления на «Евровидении» включают в себя включение большего количества света и дымовых эффектов, а также уменьшение количества танцоров, чтобы соответствовать правилам конкурса, которые ограничивают количество людей на сцене до шести. Три танцора, сопровождающие KAJ, также будут обеспечивать фоновый вокал и помогать переворачивать сауну, которая будет перестроена для сцены «Евровидения».
Песня прошла в финал конкурса, где в итоге заняла четвёртое место.

## Награды и номинации
| Год  | Награда        | Категория                                      | Результат    | Ссылка |
| ---- | -------------- | ---------------------------------------------- | ------------ | ------ |
| 2025 | OUTmusic Award | Eurovision Song of the Year                    | Победа       | [ 77 ] |
| 2025 | ESC Bubble     | Public Reacts to Eurovision — Song of the Year | Победа       | [ 78 ] |
| 2025 | OGAE           | OGAE Poll                                      | Первое место | [ 79 ] |

## Список композиций
Цифровые загрузки/стриминг
1. «Bara bada bastu» — 2:46

Цифровые загрузки/стриминг — версия караоке
1. «Bara bada bastu (Karaoke Version)» — 2:47
2. «Bara bada bastu» — 2:46

## Чарты
| Чарт (2025)                         | Высшая позиция |
| ----------------------------------- | -------------- |
| Австрия (Ö3 Austria Top 40)         | 7              |
| Бельгия/Фландрия (Ultratop 50)      | 42             |
| Чехия (Singles Digitál Top 100)     | 35             |
| Эстония Airplay (TopHit)            | 69             |
| Финляндия (Suomen virallinen lista) | 1              |
| Германия (GfK)                      | 24             |
| Мир (Global 200, Billboard)         | 123            |
| Исландия (Tónlistinn)               | 3              |
| Ирландия (IRMA)                     | 50             |
| Нидерланды (Single Top 100)         | 12             |
| Латвия (LaIPA)                      | 3              |
| Литва (AGATA)                       | 4              |
| Норвегия (VG-lista)                 | 1              |
| Словакия (Singles Digitál Top 100)  | 71             |
| Швеция (Sverigetopplistan)          | 1              |
| Швейцария (Schweizer Hitparade)     | 4              |
| Великобритания (OCC UK Singles)     | 48             |

### Комментарии
1. ↑  В англоязычном переводе текста песни, опубликованном на сайте «Евровидения», «Bara bada bastu» переводится как «Просто сауна» («Just sauna»)[2]
2. ↑  KAJ исполнили англоязычную версию песни под названием «Only Take a Sauna»[3].
3. 1 2  В конкурсе 2012 года Финляндия участвовала с  шведскоязычной песней «När jag blundar» в исполнении Перниллы Карлссон[69].
4. 1 2  В конкурсе 1998 года Швеция участвовала с песней «Kärleken är» в исполнении Йилл Юнсон[3].
5. ↑  Карола выиграла Melodifestivalen 2006[англ.] с песней «Evighet» и Лена Филипссон победила на  Melodifestivalen 2004[англ.] с песней «Det gör ont». Но обе исполнительницы приняли участие в конкурсе «Евровидение» с песнями, переведёнными на английский язык[70]